# Winter X Games XXVIII
I Winter X Games XXVIII sono stati la ventottesima edizione della manifestazione organizzata dalla ESPN, si sono svolti dal 26 al 28 gennaio 2024 ad Aspen, negli Stati Uniti d'America. Il 21 e 22 dicembre, nella stessta località, si è tenuta la prima edizione dell'evento Street Style Pro.

## Risultati

### Snowboard
| Evento | Evento           | Oro            | Argento                 | Bronzo          |
| Uomini | Slopestyle       | Redmond Gerard | Mark McMorris           | Mons Røisland   |
| Uomini | SuperPipe        | Scotty James   | Ruka Hirano             | Kaishu Hirano   |
| Uomini | Big Air          | Taiga Hasegawa | Hiroaki Kunitake        | Mons Røisland   |
| Uomini | Knuckle Huck     | Liam Brearley  | Zeb Powell              | Darcy Sharpe    |
| Uomini | Street Style     | Pat Fava       | non decretati           | non decretati   |
| Uomini | Street Style Pro | Francis Jobin  | LJ Henriquez            | Benny Milam     |
| Donne  | Slopestyle       | Mia Brookes    | Kokomo Murase           | Reira Iwabuchi  |
| Donne  | SuperPipe        | Chloe Kim      | Mitsuki Ono             | Cai Xuetong     |
| Donne  | Big Air          | Kokomo Murase  | Reira Iwabuchi          | Anna Gasser     |
| Donne  | Knuckle Huck     | Kokomo Murase  | Annika Morgan           | Egan Wint       |
| Donne  | Street Style     | Grace Warner   | non decretati           | non decretati   |
| Donne  | Street Style Pro | Iris Pham      | Alexis Hernandez-Roland | Lily Dhawornvej |

### Freestyle
| Evento | Evento           | Oro             | Argento             | Bronzo                   |
| Uomini | Slopestyle       | Birk Ruud       | Alexander Hall      | Mac Forehand             |
| Uomini | SuperPipe        | Alex Ferreira   | Nico Porteous       | Luke Harrold             |
| Uomini | Big Air          | Troy Podmilsak  | Alexander Hall      | Daniel Bacher            |
| Uomini | Knuckle Huck     | Colby Stevenson | Henrik Harlaut      | Jesper Tjäder            |
| Uomini | Street Style Pro | Colby Stevenson | Alexander Hall      | Mikkel Brusletto Kaupang |
| Donne  | Slopestyle       | Tess Ledeux     | Mathilde Gremaud    | Giulia Tanno             |
| Donne  | SuperPipe        | Eileen Gu       | Zoe Atkin           | Amy Fraser               |
| Donne  | Big Air          | Tess Ledeux     | Anastasija Tatalina | Rell Harwood             |
| Donne  | Knuckle Huck     | Olivia Asselin  | Rell Harwood        | Sarah Höfflin            |
| Donne  | Street Style Pro | Eileen Gu       | Eleanor Andrews     | Marion Balsamo           |

## Medagliere
| Pos.   | Paese         | Oro | Argento | Bronzo | Totale |
| ------ | ------------- | --- | ------- | ------ | ------ |
| 1      | Stati Uniti   | 6   | 6       | 5      | 17     |
| 2      | Giappone      | 3   | 5       | 2      | 10     |
| 3      | Canada        | 2   | 1       | 2      | 5      |
| 4      | Cina          | 2   | 0       | 1      | 3      |
| 5      | Francia       | 2   | 0       | 0      | 2      |
| 6      | Regno Unito   | 1   | 1       | 0      | 2      |
| 7      | Norvegia      | 1   | 0       | 2      | 3      |
| 8      | Australia     | 1   | 0       | 0      | 1      |
| 9      | Svizzera      | 0   | 1       | 2      | 3      |
| 10     | Nuova Zelanda | 0   | 1       | 1      | 2      |
| 10     | Svezia        | 0   | 1       | 1      | 2      |
| 11     | Germania      | 0   | 1       | 0      | 1      |
| 11     | Russia        | 0   | 1       | 0      | 1      |
| 13     | Austria       | 0   | 0       | 2      | 2      |
| Totale | Totale        | 18  | 18      | 18     | 54     |